# Mehrauli
Mehrauli (hindsky महरौली, urdsky مہرؤلی‎) je místní část indického města Dillí. Nachází se na jejím jižním okraji, blízko města Gurgaon a Vasánt Kundž a archeologického komplexu Kutub, resp. pevnosti Lal Kot. Jedná se o jedno z původních sedmi historických měst, která byla pohlcena rostoucí indickou metropolí.
Ze západu jej vymezuje rušná třída Auna Asaf Ali Marg a z východu ulice Anuvrat Marg. Severně od Mehrauli se nachází les Sandžaj Ván. Nejbližší linkou metra je žlutá se stanicí Qutb Minar.
Název pro bývalé město pochází ze sanskrtu a do latinky bývá přepisován v angličtině jako Mihira-awali, což označuje místo, kde přebývá panovník. Starobylost původně samostatného města dokládá jeho organický vznik; typické sídlo s úzkými uličkami a domy bez jakéhokoliv plánování, typického pro novější indická města.
Mezi památky, které jsou v blízkosti Mehrauli navštěvované, patří kromě zmíněné pevnosti také archeologický park Mehrauli, Adham Chánova hrobka (známá mezi místními pod názvem Bhool Bhulaya), Hanumanův chrám Čchatarpúr, džinistický chrám Ahinsa Sthal a rozsáhlé zahrady v okolí.
První zmínka o pevnosti Lal kot, která se nachází v bezprostřední blízkosti Mehrauli, pochází z roku 731.